# Рибља чорба
Рибља чорба је  српска и југословенска рок група. Основана је у Београду 1978. године и важи за једну од најпопуларнијих српских и југословенских група.

## Историја

### Почетак (1978—1979)
Бора Ђорђевић је пре разлаза са групом Рани мраз и Ђорђем Балашевићем 1978. неколико година провео у групи Сунцокрет, свом првом великом бенду, у коме су још били Горица Поповић, Ненад Божић, Снежана Јандрлић, Биља Крстић и Миодраг Бата Сокић.
На пустом београдском доку одлучио је да оформи нови бенд са тврђим звуком. Повезује се са пријатељима из групе СОС (Миша Алексић, Рајко Којић и Мирослав Милатовић Вицко) и оснива Рибљу чорбу. Група је званично настала у ресторану Шуматовац 15. августа 1978. године. Првобитно је требало да се зове „Бора и ратници”, а онда су се одлучили за „Рибља чорба”. Био је то београдски сленг за менструацију.
Први концерт Рибља чорба је одржала у војвођанском месту Елемир 26. августа 1978. године, после чега су уследиле и свирке у Суботици и Сарајеву, где су стекли нову публику. 22. децембра објављују први сингл са песмама Лутка са насловне стране и Он и његов BMW, који је одмах постигао велику популарност. Након објављивања сингла, Бора Ђорђевић закључује да му је потребна још једна гитара да учврсти звук и тиме га дефинитивно одвоји од поређења са „Бијелим дугметом”. Тада је Рајко у групу довео 19-годишњег гитаристу, Момчила Бајагића Бајагу, којег је познавао из састава Глогов колац. Први концерт у новој постави одржали су 7. јануара 1979. године у Јарковцу. У Дому омладине одржали су 28. фебруара први београдски концерт. Почетком марта су отишли да одсвирају двадесетак концерата по Македонији. Турнеја је била велики успех, али је у финансијском погледу била неуспех. На концерту у Далову, Миша је у заносу промашио бину, пао и сломио ногу, па га је на концертима по Санџаку мењао Мирослав Цветковић (касније у Бајаги и инструкторима).
Дана 19. марта 1979, после неколико свирки на којим су промовисали песме које ће се касније наћи на деби албуму, објављују и други сингл са песмама „Рокенрол за кућни савет” и „Валентино из ресторана”. Песму „Валентино из ресторана” је компоновао Рајко на текст Марине Туцаковић. Песму су извели и на „Вечери слободних форми” Фестивала забавне музике у Опатији. 1. септембра одржана је и промоција деби плоче на Ташмајдану. Желећи да направи добру забаву за посетиоце, Бора је концерт рекламирао паролом: „Рибља чорба неће да вам отима лову - улаз два сома”, што је у то време била јако популарна цена. Као предгрупа наступиле су групе Булевар у коме је тада певао Дејан Цукић, а гитару свирао Неле Стаматовић и Формула 4 из Сарајева. Изненађујуће је било да је публика знала све песме напамет, иако је албум изашао тек десет дана после концерта.
Године 1979, Бора и Рајко су отишли на служење војног рока. Група није одмах узела предах, пошто су 28. новембра 1979. године свирали на маратонском концерту у Сарајеву. Наступали су без Боре, Рајко је свирао у униформи, а Миша је, будући да није знао све текстове, иницијативу препуштао публици. Убрзо је и он отишао у војску.
Деби албум „Кост у грлу”, снимљен је 1979. године. и тада је Бајага први пут са њима радио у студију. Додуше, због ефикасног коришћења времена, његове деонице је одсвирао Рајко Којић. Плочу је продуцирао Енцо Лесић, а поред Боре, као аутори се потписују Миша, Рајко и Ненад Божић из Сунцокрета који је био коаутор музике за песму „Мирно спавај”. Све песме на плочи настале су као плод Бориног новог интересовања за теме које обрађују свакодневницу, а неувијен језик је у старту изазвао проблеме. Тако је у песми „Мирно спавај”, споран стих „попиј своје седативе” јер асоцира на дрогу, због чега је један читав део тиража морао бити повучен. Првих стотинак продатих примерака плоче са оригиналним текстом данас имају статус раритета. Бора је превентивно променио име песме „Још један усран дан” у „Још један шугав дан”. Осим ње, на албуму су се нашле и песме „Остани ђубре до краја”, „Звезда поткровља и сутерена”, „Егоиста”, „Позајмила је паре, полудела је скроз, купила је карту и села на воз” итд.
Коначни тираж плоче Кост у грлу се зауставио на око 120.000 продатих копија. У музичким новинама Бору су проглашавали за рок личност године, а њихов хард рок звук са блуз елементима није сметао, иако су панк и нови талас већ почели да постижу популарност.

### Ране осамдесете (1980—1984)
Крајем јула 1980. године Бора се, захваљујући примерном понашању у војсци, појавио у Београду на наградном одсуству. Уз Рајка Којића који је побегао из сарајевске касарне, Бајагу и Вицка за једну ноћ су снимили песму Назад у велики прљави град. Како Миша није добио дозволу војних власти да дође, Бајага је снимио и бас деонице. По повратку у касарну, Рајко је добио 15 дана затвора, јер је његов претпостављени видео Рајкову слику у новинама. Сингл са песмом Назад у велики прљави град појавио се 1. септембра 1980. године. На Б-страни се нашла нецензурисана верзија песме Мирно спавај која наједном више никоме није сметала.
Уочи Нове године из војске је стигао и Рајко, па комплетирани свирају 31. децембра и 1. јануара нове 1981. године са Атомским склоништем у хали Пионир на концертима под називом „Атомска чорба”.
По повратку из армије, група улази у студио Енце Лесића и до половине фебруара 1981. група је снимала албум „Покварена машта и прљаве страсти”, за коју је Бора из војске слао текстове за неке песме, док би га у повратку чекале готове песме, за које је углавном био заслужан Бајага. Од осталих песама са овог албума вредне помена су: Остаћу слободан, Лак мушкарац, Неке су жене пратиле војнике. Два динара, друже је била прве од три ствари Рибље чорбе која је постала хит године на Хиту 202. Албум је крајем 1981. достигао тираж од 200.000 примерака. Званично се појавио у продавницама 23. фебруара, а недељу дана пре тога Рибља чорба је тријумфовала на загребачким концертима у оквиру акције „Поздрав из Београда”. Планирано је да се на омоту албума појави осамдесетогодишња госпођа, али се отприлике у то време појавио албум Бијелог дугмета Доживјети стоту са сличним решењем, па се на крају на омоту нашао књижевник Милош Јованчевић. Током два концерта у новобеоградској Хали спортова у којој се окупило близу 5.000 посетилаца по вечери. Овај наступ је био увод у успехе које је група постигла током турнеје по Југославији када су обишли 59 градова. Крајем јуна били су звезде вечери на „Вјесниковом” концерту у Загребу на коме су се окупиле водеће домаће групе. Миша због женидбе није могао да свира, па га је опет мењао Мирослав Цветковић.
Рибља чорба већ тада изводи неке ствари са новог албума. Иначе, концерти су праћени бројним инцидентима узрокованих најездом публике и лошим обезбеђењем. Први знак будућих невоља је тзв. „концерт за поломљена ребра” 10. септембра 1981. у Рокотеци на Калемегдану где је ограда пробијена, па само чудом нико није погинуо, мада је било много случајева за ургентни центар и стотине изгубљених ципела. Упркос повредама, концерт је у новинама добио добре критике, а те вечери су одсвирали и део нових песама са гостом из Енглеске, басистом Џоном Мекојем.
У новембру је изашао и трећи албум „Мртва природа”, коју је продуцирао Мекој. Бајага је сам написао Ја сам се ложио на тебе, док су остале ударне ствари биле продукт Бориних текстова и музике од стране свих. На албуму су се још појавиле и Не веруј жени која пуши Дрину без филтера, Одлазак у град, На западу ништа ново, Пекар, лекар, апотекар, Нећу да испаднем животиња, Волим, волим жене. Албум се продаје у рекордних 500.000 примерака и Рибља чорба се пробија на сам врх југословенске музичке сцене.
Група је започиње турнеју, која је, испоставиће се, мало незгодно названа: „Ко преживи - причаће”. Наиме, на концерту у загребачкој Леденој дворани 8. фебруара 1982. се појавило 15.000 младих, а пошто су само двоја врата била отворена, у гужви је изгажена 14-годишња Загрепчанка Жељка Марковић, која је преминула од повреда. То је Бори створило додатне невоље које су већ биле велике.
Почетком фебруара у „Илустрованој политици” објављено је писмо у ком је писано на тему политичке подобности Рибље чорбе. То је било довољно да СУБНОР скопске општине Карпош поднесе захтев да се плоча забрани због стихова За идеале гину будале и Кретени дижу буне и гину из песме На Западу ништа ново. Одмах после њих, том захтеву се придружују СУБНОР Сарајева и СУБНОР Бездана, али и Савез социјалистичке омладине Босне и Херцеговине. Афера поприма велике размере по медијима, па Рибља чорба је била присиљена да у Чељу први пут у каријери прекине свој концерт, јер су дежурни ватрогасци били превише агресивни према публици. Концерт у Сарајеву могао је да буде одржан тек када је Бора написао образложење за текстове свих песама које ће изводити и потписао да ће На Западу ништа ново отпевати на сопствену одговорност. У Тузли нису могли да свирају јер, како је било изјављено, „организатор не може да обезбеди ред и мир током концерта групе чије понашање није у складу са социјалистичким моралом”. Читава ствар се смирила када је групу одбранио тадашњи председник борачке организације.
Промотивну турнеју поводом плоче Мртва природа, Рибља чорба је завршила свирајући четири вечери узастопно, половином априла 1982. године у београдској хали Пионир. Концерти су одржани са месец дана закашњења, јер су организатори отезали због случаја у Загребу, плашећи се да ли ће моћи да понуде адекватно обезбеђење. Разлога за страх није било јер су прве вечери свирали у полупразном Пиониру, што је било велико изненађење. Ипак, друге две вечери су биле попуњене на прави начин, а на наступу од 11. априла снимљен је њихов концертни албум „У име народа”. Плоча је добила назив по узору на почетну реплику којом се изриче пресуда у суду и тиме се јасно алудирало на Борине политичке проблеме. Током четири дана чорбу је „гледало 21.000 људи заједно са многобројним редарима и милиционерима”. Политичко смиривање око Чорбе довело је до необичне одлуке. На Дан младости и на рођендан маршала Тита, 25. маја 1982. године, добили су Мајску награду Градског комитета Савеза социјалистичке омладине уз образложење да „група пева о животу и проблемима младих и да је постала унеколико симбол великог дела омладине”.
Плоча У име народа излази пар месеци касније и као и све претходне пролази одлично, постигавши тираж 120.000 и постао најпродаванији концертни албум у дотадашњој југословенској рок историји. Неколико дана касније Рибља чорба је, уз друге домаће групе свирала на Тргу Маркса и Енгелса на концерту поводом солидарности са борбом народа Палестине. У току године долази до првих већих несугласица у бенду. Бора жели још један албум до краја године, док Бајага сматра да је потребна пауза.
Ипак, Борина је задња, и у јесен излази и пети албум „Бувља пијаца”, који је већ у себи имао доста комерцијалног звука, али и слабијих текстова. Плочу је опет продуцирао Џон Мекој, а микс је урађен у Лондону. Уз Чорбу је на снимању учествовао Корнелије Ковач који је свирао клавијатуре, док су се у неким песмама појавили гудачи и дувачка линија, тако да је плоча у себи носила и неке од елемената акустичног звука. Бора је урадио текстове за све песме, сем за „Бејби, бејби дон'т вона крај” која је комплетно Бајагина. Ту песму је првобитно требало да пева Слађана Милошевић на својој плочи, али је Бора инсистирао да остане чорби. Као аутори музике на остатку материјала потписали су се Миша, Рајко и Вицко. Бора је дефинитивно променио тематику и на албуму су се нашле песме са „друштвеном” поруком попут Слушај, сине, Ја ратујем сам, Правила, Кад ти се на главу сруши читав свет, Како је лепо бити глуп (инспирисана Бориним боравком у ЈНА). Песме с албума се појављују и као некакав „саундтрек” за комедију Тесна кожа. Ипак, и поред продатих 300.000 плоча, овај албум се сматра почетком пада Рибље чорбе. Група је на турнеју кренула две недеље по објављивању плоче и суочила се са ослабљеним интересовањем публике.
На основу гласова читатељки Базара, Бора је изабран за идеалног мушкарца, на шта је он одговорио песмицом „Домаћице, скините гаћице, ја волим ваше фланелске спаваћице”.
Велику турнеју су завршили почетком априла 1983. године амбициозним концертом на Сајмишту за који је Бора желео да постане његова Хајдучка чесма. Идеја за Сајмиште је била Борина, будући да је био сентиментално везан за тај простор јер га је као дечака на једну од чувених гитаријада које су се ту одржавале одвео Петар Поповић.
У жељи да обнови тај простор, Бора је скоро сам са Мишом Алексићем организовао концерт. Потрудили су се да направе највећу бину која је до тада виђена у Југославији, а њу је пратило адекватно квалитетно светло и озвучење. Бора је са Марком Јанковићем и Зораном Модлијем снимио радијске рекламе. У залагању за концерт ишао је тако далеко да је са Модлијем из авиона бацао летке изнад Новог Сада, Зрењанина, Шапца, Панчева и Београда. Концерт је ишао под именом „Хлеба и игара”, а као предгрупе су наступали Д'Бојс и Силуете, у којима је тада гитару свирао млади Никола Чутурило. За одржавање реда било је ангажовано 170 милиционера и 340 редара. Бора је очекивао велику гужву, па се чак са пријатељима опкладио да ће се, ако не прода 10.000 карата, ошишати до главе. Како је продато само 8.000, Бора се заиста после свирке обријао до главе. А томе је претходило још једно ритуално шишање, јер се те вечери група опростила од Вицка Милатовића који је одлазио у војску, па су га одмах на бини ошишали и упристојили за армију. Уместо њега, на бубњарску столицу сео је Влајко Голубовић, човек који је пре тога био у саставима Тилт и Сунцокрет, а касније и у Бајаги и инструкторима.
Паузу у раду групе први је искористио Рајко Којић и објавио мини албум Не буди ме без разлога (ПГП РТБ 1983). Рајко је написао музику, а Бора и Бајага текстове. На плочи су свирали клавијатуриста Лаза Ристовски, басиста Неша Јапанац и Влајко Голубовић, а Бора је отпевао три своја и један Бајагин текст. Крајем исте године, Бајага одлучује да сними свој албум Позитивна географија, после низа ствари урађених за друге (Булевар, Здравко Чолић).
Године 1984, излази Позитивна географија и Бајага постаје хит број 1 у земљи. Ипак, тврди да остаје веран Рибљој чорби, што показује и улазак у студио и албум Вечерас вас забављају музичари који пију. Како у ПГП РТБ-у нису желели да чорби финансирају снимање у Лондону, прешли су у загребачки Југотон. Плочу је са члановима групе продуцирао Корнелије Ковач у Љубљани, а микс је урађен у Лондону. Одмах по објављивању, 1984. године, републичка цензура је три песме прогласила морално неподобним, па је плоча добила етикету шунд производа и самим тим већу цену у продаји. Албум излази у пролеће и по многима је један од најбољих. Као прво, ритам је другачији због одсуства Вицка за бубњевима, а музика претежно Бајагина, што се показало као добитна комбинација. Бајага је написао музику за пет песама, укључујући две комплетно његове Кад ходаш и Вечерас вас забављају музичари који пију. Проблеме су због текстова створиле Мангупи вам кваре дете и Бесни пси у којој, поред осталог, Бора пева: Грчки шверцери, арапски студенти, негативни елементи, малолетни делинквенти и бесни пси, што је изазвало интернационалне потресе. Амбасаде три арапске земље, па чак и афричке државе Заир жалиле су се зато што је Бора изједначио арапске студенте и бесне псе. Онда је Републичко министарство културе наручило стручну анализу песме, а пред Чорбин београдски концерт стигао је захтев из СИП-а да се песма не изводи. Турнеја, и поред сјајног албума, пролази прилично лоше. Плоча је продата у, за ту годину, рекордних 120.000 примерака, и поред тога што је и званично била проглашена „шундом”.

### Касне осамдесете (1984—1989)
У току лета долази до „распада” бенда када миљеник медија Бајага и Рајко бивају избачени из групе. Наиме, групи је понуђена свирка у Грчкој где је нуђен велик новац. Бора је преко Мише контактирао Рајка и Бајагу који су на договореном одмору. Рајко, који је већ био „оптужен” да је лоше свирао током турнеје, одбија и Бора одлучује да му да отказ. Бајага је отприлике одреаговао „ако иде онај који ме је довео, идем и ја”. Бора је све „решио” соломонским прогласом у „Експрес Политици” где је изјавио да Бајага и Рајко више нису чланови Рибље чорбе.
У групу као замене долазе гитаристи Видоја Божиновић Џинџер (бивши члан Опуса и Рок машине) и Зоран Дашић. Вицко се вратио из војске, док је Влајко Голубовић прешао у Бајагу и инструкторе. Дашић је због породичних обавеза напустио групу после неколико проба. Касније је основао своју групу Легенде, за које је Бора написао текстове за седам песма и компоновао музику за две песме на њиховом албуму Дођи друже до Србије уже. Уместо Дашића члан групе је постао Никола Чутурило, који је пролеће 1984. провео у Електричном оргазму. Нове чланове Бора је уигравао на готово анонимним наступима. Тако су на последњој вечери Београдског лета у Дому омладине 20. септембра наступили под именом „Дебели Богољуб и љути тезгароши”. Уочи свирке су само пријатељи групе знали да се иза тог имена крије Рибља чорба. Током читаве јесени група је свирала по мањим салама учвршћујући везе између нових чланова и староседелаца.
У овом периоду дошло је до сарадње Горана Бреговића и Ђорђевића који су тада били ривали. На плочи Бијело дугме Бора је написао половину текста и певао је са Гораном и Тифом у песми „Педикулис Пубис”. Сарадња Бијелог дугмета и Боре је помогла пољуљаном статусу Рибље чорбе. Током зиме и Рибља чорба се повукла у студио и снимила нови албум Истина, 1985. године. Плочу су снимали Ратко Остојић и Горан Вејвода, док је продуцент опет био Џон Мекој. Горан Бреговић је узвратио посету певајући у песми Диско мишић, а Џинџер и Чутура су се потписали као аутори по једне песме. На албуму се нашла песма Погледај дом свој, анђеле, коју су касније слушаоци Хита недеље 202 изабрали за песму године, а 1990. и за песму деценије. Пре изласка плоче, група је нове песме представила у клубу Кулушић у оквиру акције „Боље вас нашли”, када су групе из Београда гостовале у Загребу. Иако су многи у то време сматрали Рибљу чорбу за део прошлости, са концерта су тријумфално испраћени уз два биса. Омот албума Истина је приказивао лица чланова групе уграђена у Ћеле-кулу. Због песама Погледај дом свој, анђеле, Снаге опозиције, Ало и Дворска будала Југотон је одбио да штампа плочу, па се група вратила у ПГП РТБ. ПГП РТБ је одбио да штампа само Снаге опозиције, док је у песми Ало промењен стих са планине шакал завија, тамо је Југославија у ја из далеких предела посматрам туђа недела. Идеја да се Снага опозиције изда као сингл је одбачена, јер су новине објавиле стихове спорне песме. На турнеји по Совјетском Савезу са групом је сарађивао Ђорђе Марјановић, док је на турнеји по Босни свирао Жика Јелић из Ју групе, пошто је Миша Алексић био болестан.
Већ следеће године група је објавила плочу Осми нервни слом, у продукцији Корнелија Ковача и са новим гостима: глумица Ана Костовска певала је у песми „Проклето сам”, Јован Маљоковић је одсвирао саксофон у „Један човек”, а Еди Грант је отпевао две строфе у песми Амстердам и то тако што су га буквално после његовог наступа у хали Пионир одвели у студио. Поред песме Амстердам, ударни хит на плочи била је Немој да идеш мојом улицом, док су остале песме због аутоцензуре музичких уредника биле на леду. Почетком 1986. године на седници Комисије Председништва ЦК СКЈ за информативно-пропагандно деловање чак се расправљало о текстовима Рибље чорбе. Политика дилеме нису много утицале на публику, па је Рибља чорба 8. марта 1986. пред десетак хиљада окупљених на сарајевском Рок Уранку у Скендерији започела своју најуспешнију турнеју од времена плоче Мртва природа. Крајем марта су после четворогодишње паузе поново напунили Пионир и тиме потврдили повратак на сцену.
Замах који је група хватала, искористио је Вицко, па је свој солистички дискографски првенац „У ритму срца малог добошара” објавио јуна 1986. године за ПГП РТБ. Плочу је продуцирао Корнелије Ковач, Вицко је певао, а свирали су гитаристи Миодраг Живадиновић и Драган Делетић Делта, басиста Драган Гајић и бубњар Зоран Радовановић Баки. Све песме је написао Вицко уз помоћ Миодрага Живадиновића. Већи део тог материјала Вицко је писао у време плоче „Мртва природа” и током рада са групом Ратници. Музички излет Вицко је упражњавао током паузе Рибље чорбе, али ни Бора није мировао. На плочи групе Кербер Сеобе гостовао је у песми Човек од меда, док су им Боран и Чутура написали три текста.
У исто време Бора је био приморан да се опрости од своје каријере у малом фудбалу. Бранећи гол екипе Делиријум Тременс повредио је Ахилову тетиву и због тога група није одржала низ наступа на којима су планирали да провере нове песме пред публиком.
Уместо тога, први пут у каријери чланови су снимали демо верзије песама за следећи албум. Крајем године на МЕСАМ-у су добили награде као рок група године, Бора је проглашен за најбољег композитора, док је Миша аутор хита године, песме Амстердам.
Фебруара 1987. године објављују девету плочу Ујед за душу на којој је Бора компоновао три и по песме, а као аутори су се потписали Џинџер, Чутура и Миша. Тада раде и прву обраду, што ће касније бити честа појава на њиховим плочама. Песма Задњи воз за Чачак је обрада Last Train To Claksville Нила Дајмонда коју је својевремено изводила група Манкиз. Осим песме Члан мафије, у којој је на матрицу карипске музике Бора описао Савез комуниста, на остатку плоче скоро да није било политичких тема. Две Борине песме Несрећнице, није те срамота и Зашто куче арлауче, које нису ушле у конкуренцију за плочу, су објављене на поклон-синглу који је дељен уз првих хиљаду албума.
Исте године, Бори Ђорђевићу је суђено због „вређања радног народа Југославије”, али су оптужнице одбачене.
Десетогодишњица рада групе (1988) обележена је компилацијом Рибља чорба 10 и албумом Прича о љубави обично угњави, која, упркос нарастајућим политичким проблемима, скоро да и није имала политичких текстова, већ низ бенигних тема: Авиону, сломићу ти крила, Ко те љуби док сам ја на стражи, Око мене итд. Поводом јубилеја одсвирали су концерт на Сајмишту на коме се окупило 15.000 младих. Али пре тога СУП им није дозволио да одрже бесплатан концерт на платоу испред храма светог Саве на коме је још требало да свирају Пилоти и ЕКВ. Међутим, персонални проблеми у групи су се наставили. Радећи у чорби, Чутура је почео да пише и за друге, па су се његови текстови нашли на плочама Дејана Цукића, Ју групе, Кербера, а 1988. године је снимио и прву соло плочу „Девет лаких комада”. По објављивању своје друге плоче, Чутура 1. новембра 1989. одлази из групе и упушта се у соло воде. У тренутку када су сви прогнозирали престанак рада Рибље чорбе, у групу долази гитариста Зоран Илић, који је пре тога био члан састава Безобразно зелено.

### Деведесете (1990—1999)
Када су сви прогнозирали престанак рада групе због персоналних промена, Рибља чорба са новим чланом снима албум Коза ностра који је продуцирао Саша Хабић, а као гости појавили Џони Штулић и група Азра, Горица Поповић, Биља Крстић, Снежана Јандрлић, док је клавијатуре свирао Саша Локнер из Бајаге и инструктора. Албум је донео песме Ал Капоне, Где си у овом глупом хотелу, Тито је ваш и Црна Гора, Бар (обрада песме Memphis, Tennessee) Чака Берија.
Након почетка грађанског рата у бившој Југославији, Бора Ђорђевић је постао активни присталица српских војника у Републици Српској и Републици Српској Крајини. Током ратних година, Рибља чорба је свирала у иностранству и објављивала плоче које нису остављале дубљи траг.
Албум „Лабудова песма” првобитно је био замишљен као опроштајни, али су одлучили да раде и даље. Плоча је снимана крајем 1991. године у Бечу и сем песме Кад сам био млад (обрада „When I Was Young)” Ерика Бардона ниједна друга се није задржала у медијима, а са плоче су избачене три предвиђене песме Оливера Мандића (Шта још можеш да ми даш, Продавница снова, Вуковар). Ту су биле необјављене још три песме: Ја и мој брат водимо рат, На пола пута до среће и Збогом памети.
Ни са следећом плочом Збогом, Србијо Рибља чорба није постигла већи успех. Уз обраде Зелена трава дома мог из репертоара Тома Џонса, Данас нема млека групе Херманс Хермитс и Тамна је ноћ Марка Бернса из истоимене позоришне представе, већина осталих песама није постигла запажен успех. Једину новину у групи представљао је клавијатуриста и копродуцент те плоче, Влада Барјактаревић (бивши члан Ван Гога). У соло водама Вицко се опет огледао 1996. године када је у оквиру групе Индијанци за ITMM објавио CD са порнографски оријентисаним песмама.
Лета 1996. године када је Рибља чорба свирала у Републици Српској на митинзима Српске демократске странке, са њима није наступио Зоран Илић и тада је објављено да више није члан групе. На диску „Остало је ћутање” који је чорба тада објавила, нашла се „Љубоморко”, обрада песме Jelaous Guy Џона Ленона и песма Гњилане, обрада песме швајцарског музичара Пола Хофера. Паралелно са овом плочом, Бора 1996. је за Радио Бијељину снимио албум Њихови дани, једини албум који носи његово име, а не име група, јер је изузетни политички ангажован, а усмерен је против власти Слободана Милошевића.
Почетком 1997. године Рибља чорба је одржала турнеју под називом „По слободним градовима Србије” коју је завршила са два концерта на Ташмајдану. Исте године су објавили су компилацију „Трећи српски устанак” на којој је избор политичких песама насталих током читаве каријере. Од раније необјављених материјала на компилацији су се нашле „Снаге опозиције” и „Волим и ја вас” настала током грађанског протеста у зиму 1996/1997.
Године 1999, објављен је и албум „Нојева барка” са песмама „16 ноћи”, „Гастарбајтерска 2”, „Нојева барка” итд. На овом албуму Бајага је, 15 година пошто је отишао из групе, поново сарађивао са чорбом, компонујући песму „Где си” у којој је и певао пратеће вокале. Истог дана, када је објављен албум, Рибља чорба је промовисала албум у клубу XL, на ком су отпевали све песме са тек објављеног албума.

### 2000—2024
Године 2001, објављен је албум Пишање уз ветар на коме су се нашле песме као што су Србин је луд, Љубав овде више не станује, Дај ми лову итд. Овај албум је, по критичарима, поновио успех претходног албума. Истог дана, када је објављен албум, Рибља чорба је, као и претходни пут, промовисала албум поново у клубу XL.
Рибља чорба је одржала концерт на стадиону ОФК Београдa 8. јуна 2002. године. Овим концертом је промовисан албум Пишање уз ветар.
Године 2003, објављен је и албум Овде са песмама Последња песма о теби, Плајваз, Овде итд. Албум је био мало лошији него претходна два, на овом албуму нашле су се само две љубавне песме а то су Последња песма о теби и 100 година самоће. Истог дана, када је објављен албум, Рибља Чорба је, као у случају претходна два албума, промовисала албум поново у клубу XL.
Након ванредних парламентарних избора 28. децембра 2003, Бора Ђорђевић је 2004. као члан Демократске странке Србије именован за помоћника министра културе, али је приморан да поднесе оставку 2005, након што је оптужио новинара телевизије Б92 за шпијунажу и антисрпску политику.
Рибља чорба је одржала концерт на Ушћу 3. јула 2004. године назван Останите Овде, којим су обележили 25 година рада.
Концертом у Сежани Словенија 18. јуна 2005. године, Рибља чорба је одржала свој јубиларни 1000. концерт у каријери.
Крајем 2005. и почетком 2006. група је снимила нови албум, али овога пута он је замишљен као троструки ЦД, и то тако да се дискови објављују један по један. Први диск се звао „Невиност без заштите” који је објављен 27. децембра 2005. и садржао је четири песме, од којих је песма „Спонзори”, други диск трилогије звао се „Девичанска острва” који је објављен 21. марта 2006. и садржао је пет песама, међу којима је највећи хит „Било је жена”. Трећи диск, „Амбасадори лоше воље”, био је планиран за мај 2006, али је изашао тек 10. децембра 2006. На њему се нашла песма „Презир” која се појавила у филму „Условна слобода”. А онда, 12. фебруара 2007. издавачка кућа Сити рекордс објавила је комплетну „Трилогију” на једном диску са свих 14 песама. На крају се испоставило да је овај албум испао као велики промашај, само зато што су се делови „Трилогије” који су објављивани у току 2005. и 2006. године слабо продавали.
Рибља чорба је 10. марта 2007. године одржала концерт у Београдској арени. У Арени је било 20.000 људи, што је један од посећенијих концерата Рибље Чорбе.
Крајем 2008. снимају следећи албум „Минут са њом” који је објављен у фебруару 2009. На овом албуму су скоро све песме љубавног карактера (са изузетком почетне „Радићу шта год хоћу").
На предлог организатора концерта Рибље чорбе у Љубљани, одржаног септембра 2009. године, у Словенији је пуштена у оптицај поштанска марка посвећена бенду.
Рибља чорба је 31. октобар 2009. године поново одржала концерт у Београдској арени. Као и на претходном концерту у Арени, две године раније, је поново било 20.000 људи.
Крајем септембра 2010. године, Рибља чорба објављује живи албум Нико нема овакве људе! који садржи снимак целог концерта одржаног у Београдској арени 31. октобра 2009.
А онда, у лето 2012. снимају нови албум „Узбуна!” који је продукцијски много боље урађен од свих претходних албума од 1992. године. Овај пут је продуцент је поново био Британац Џон Мекој који је продуцирао албуме „Мртва природа”, „Бувља пијаца” и „Истина”. На албуму су се нашле песме као што су „Узбуна”, „Ужасно ми недостаје”, „Малограђанска”, као и обрада једне јужноамеричке песме „Лелек Серба”. На албуму се нашло 12 песама.
Рибља чорба је 23. марта 2013. године одржала концерт у Београдској арени којом су обележили 35 година рада. У односу на претходна два концерта у Арени, овога пута је посећеност била нешто мања: 15.000 људи.
Дана 29. новембра 2020. године, преминуо је Миша Алексић због последица коронавируса, његова смрт је несумњиво велики губитак за Рибљу чорбу јер је био композитор и продуцент на албумима групе. Фронтмен и певач групе, Бора Ђорђевић преминуо је 4. септембра 2024. године.

## Чланови групе
- Бора Ђорђевић — вокал (преминуо 2024.)
- Миша Алексић — бас-гитара (преминуо 2020.)
- Мирослав Вицко Милатовић — бубњеви
- Видоја Божиновић Џинџер — електрична гитара
- Никола Зорић — клавијатуре

Бивши чланови групе који су долазили и напуштали је су: Момчило Бајагић, Рајко Којић, Владимир Голубовић, Никола Чутурило, Зоран Илић и Влада Барјактаревић.

## Дискографија
| Година           | Назив                                            | Издавач              |
| ---------------- | ------------------------------------------------ | -------------------- |
| Студијски албуми |                                                  |                      |
| 1979.            | Кост у грлу                                      | ПГП РТБ              |
| 1981.            | Покварена машта и прљаве страсти                 | ПГП РТБ              |
| 1981.            | Мртва природа                                    | ПГП РТБ              |
| 1982.            | Бувља пијаца                                     | ПГП РТБ              |
| 1984.            | Вечерас вас забављају музичари који пију         | Југотон              |
| 1985.            | Истина                                           | ПГП РТБ              |
| 1986.            | Осми нервни слом                                 | ПГП РТБ              |
| 1987.            | Ујед за душу                                     | ПГП РТБ              |
| 1988.            | Прича о љубави обично угњави                     | ПГП РТБ              |
| 1990.            | Коза ностра                                      | ПГП РТБ              |
| 1992.            | Лабудова песма                                   | Samy                 |
| 1993.            | Збогом Србијо                                    | WIT                  |
| 1996.            | Остало је ћутање                                 | WIT                  |
| 1999.            | Нојева барка                                     | Hi-Fi Centar         |
| 2001.            | Пишање уз ветар                                  | Hi-Fi Centar         |
| 2003.            | Овде                                             | Hi-Fi Centar         |
| 2007.            | Трилогија                                        | Сити рекордс         |
| 2009.            | Минут са њом                                     | Сити рекордс         |
| 2012.            | Узбуна!                                          | Fidbox, Сити рекордс |
| 2019.            | Да тебе није                                     | Сити рекордс         |
| Концертни албуми |                                                  |                      |
| 1982.            | У име народа                                     | ПГП РТБ              |
| 1995.            | Нема лажи, нема преваре — Загреб уживо ’85       | Biveco               |
| 1995.            | Од Вардара па до Триглава                        | One records          |
| 1997.            | Београд, уживо ’97 – 1                           | Hi-Fi Centar         |
| 1997.            | Београд, уживо ’97 — 2                           | Hi-Fi Centar         |
| 2008.            | Гладијатори у БГ Арени                           | Сити рекордс         |
| 2010.            | Нико нема овакве људе!                           | Сити рекордс         |
| 2012.            | Концерт за бригадире                             | РТВ Стара Пазова     |
| 2015.            | Чорба се чује и без струје!                      | М Factory            |
| Синглови         |                                                  |                      |
| 1978.            | Лутка са насловне стране/ Он и његов BMW         | ПГП РТБ              |
| 1979.            | Рокенрол за кућни савет / Валентино из ресторана | ПГП РТБ              |
| 1980.            | Назад у велики прљави град / Мирно спавај        | ПГП РТБ              |
| 1984.            | Кад ходаш / Прича о Жики Живцу                   | ПГП РТБ              |
| 1987.            | Несрећнице није те срамота / Зашто куче арлауче  | ПГП РТБ              |
| 2012.            | Узбуна / Ужасно ми недостаје                     | Fidbox               |

### Соло албуми
Бора Ђорђевић:
- 1987. Арсен & Бора Чорба – Unplugged ’87
- 1988. Бора прича глупости
- 1996. Њихови дани (СИМ Радио Бијељина)

Вицко Милатовић:
- 1986. У ритму срца малог добошара (ПГП РТБ)
- 2003. Дечаци о девојчицама (Канал Д)

Вицко и Мастербластерси:
- 2012. Рок зоо (РТВ Стара Пазова)
- 2013. Заљубљено воће (Fidbox)

Рајко Којић:
- 1983. Не буди ме без разлога (ПГП РТБ)